# Арсан (Ардеш)
Арса́н (фр. и окс. Arcens) — коммуна во Франции, находится в регионе Рона — Альпы. Департамент коммуны — Ардеш. Входит в состав кантона Сен-Мартен-де-Валама. Округ коммуны — Турнон-сюр-Рон.
Код INSEE коммуны — 07012.

## Население
Население коммуны на 2008 год составляло 414 человек.
| 1962 | 1968 | 1975 | 1982 | 1990 | 1999 | 2008 |
| ---- | ---- | ---- | ---- | ---- | ---- | ---- |
| 548  | 576  | 511  | 484  | 479  | 452  | 414  |

## Экономика
В 2007 году среди 242 человек в трудоспособном возрасте (15—64 лет) 174 были экономически активными, 68 — неактивными (показатель активности — 71,9 %, в 1999 году было 68,4 %). Из 174 активных работали 161 человек (101 мужчина и 60 женщин), безработных было 13 (6 мужчин и 7 женщин). Среди 68 неактивных 18 человек были учениками или студентами, 24 — пенсионерами, 26 были неактивными по другим причинам.

## Достопримечательности
- Минеральный источник
- Замок XVI века
- Церковь XIX века